# 柚木颪
柚木颪（ゆぎおろし）は、愛知県一宮市の地名。

## 地理

### 交通
- 国道155号
- 愛知県道193号大垣江南線

### 施設
- 八幡宮
- 柚木颪公民館

## 歴史

### 地名の由来
柚木颪は元々「柚木」と「颪」の2集落から成っており、「柚木」は当地にあった巨木に由来し、颪は氏神である神明社の勧請に関わるか、伊吹おろしに関わるとされる。

### 沿革
- 戦国時代 - 尾張国丹羽郡に「ゆの木おろし」として記録に残る[1]。
- 江戸時代 - 尾張国丹羽郡尾張藩領小牧代官所支配の柚木颪村として所在[1]。
- 1876年（明治9年） - 柚木学校が設置される[1]。
- 1889年（明治22年） - 赤羽村大字柚木颪となる[1]。
- 1906年（明治39年） - 西成村大字柚木颪となる[1]。
- 1940年（昭和15年） - 一宮市大字柚木颪となる[1]。

### 人口の変遷
国勢調査による人口および世帯数の推移。
| 2005年（平成17年） | 479世帯 1521人 |  |
| 2010年（平成22年） | 494世帯 1484人 |  |
| 2015年（平成27年） | 503世帯 1453人 |  |
| 2020年（令和2年）  | 492世帯 1350人 |  |

### WEB
1. 1 2  総務省統計局 (2022年2月10日). “令和2年国勢調査の調査結果(e-Stat) - 男女別人口，外国人人口及び世帯数－町丁・字等” (CSV). 2023年8月2日閲覧。
2. ↑  “愛知県一宮市の町丁・字一覧”.   人口統計ラボ. 2024年4月20日閲覧。
3. ↑  “読み仮名データの促音・拗音を小書きで表記するもの(zip形式) 愛知県” (zip).   日本郵便 (2024年2月29日). 2024年3月26日閲覧。
4. ↑  “市外局番の一覧” (PDF).   総務省 (2022年3月1日). 2022年3月22日閲覧。
5. ↑  “ナンバープレートについて”.   一般社団法人愛知県自動車会議所. 2024年1月21日閲覧。
6. ↑  総務省統計局 (2014年6月27日). “平成17年国勢調査の調査結果(e-Stat) - 男女別人口及び世帯数 －町丁・字等” (CSV). 2021年7月21日閲覧。
7. ↑  総務省統計局 (2012年1月20日). “平成22年国勢調査の調査結果(e-Stat) - 男女別人口及び世帯数 －町丁・字等” (CSV). 2021年7月21日閲覧。
8. ↑  総務省統計局 (2017年1月27日). “平成27年国勢調査の調査結果(e-Stat) - 男女別人口及び世帯数 －町丁・字等” (CSV). 2021年7月21日閲覧。

### 書籍
1. 1 2 3 4 5 6 7  「角川日本地名大辞典」編纂委員会 1989, p. 1386.